# 101 Park Avenue
101 Park Avenue is een wolkenkrabber in de Amerikaanse stad New York. De bouw van de kantoortoren, die staat aan 101 Park Avenue, begon in 1979 en werd in 1982 voltooid.

## Ontwerp
101 Park Avenue is 191,72 meter hoog en bevat naast 49 bovengrondse verdiepingen, ook 3 ondergrondse etages. Het heeft een totale oppervlakte van 111.524 vierkante meter en biedt plaats aan 26 liften. Het gebouw is door Eli Attia Architects in modernistische stijl ontworpen en bekleed met reflecterend glas. De drie verdiepingen hoge lobby van het gebouw wordt overdekt door een schuine overkapping van glas. De plattegrond van de toren is 45 graden gedraaid ten opzichte van de straat.